# 26e cérémonie des Nika
La 26e cérémonie des Nika, organisée par l'Académie russe des sciences et des arts cinématographiques, s'est déroulée le 2 avril 2013 et a récompensé les films russes sortis en 2012.
Le film Faust d'Alexandre Sokourov remporte quatre prix : meilleur film, meilleur réalisateur, meilleur acteur et meilleur scénario.

## Palmarès

### Nika du meilleur film
- Faust d'Alexandre Sokourov
  - Le Tigre blanc de Karen Chakhnazarov
  - Dirizhyor de Pavel Lounguine
  - Kokoko d'Avdotia Smirnova
  - La Horde d'Andreï Prochkine

### Nika du meilleur film de CEI, de Géorgie et des États baltes
- L'Éternel Retour de Kira Mouratova •  Ukraine
- Tout le monde est parti de Georgui Paradjanov•  Géorgie
  - Si tout de Natalia Beliauskiene •  Arménie
  - Le paradis est ma maison d'Ayoub Chahobiddinov •  Ouzbékistan
  - Île solitaire de Peter Simm •  Arménie

### Nika du meilleur documentaire
- Anton est ici de Lioubov Arkous
  - Vive les antipodes! de Viktor Kossakovski
  - Hiver, va-t-en ! (film collectif)

### Nika du meilleur film d'animation
- Immortel de Mikhail Aldachine
  - Long pont dans la bonne direction d'Ivan Maximov
  - Cavalier enneigé d'Alexeï Tourkous
  - Feuilles de Pichto de Sonia Kendel
  - Conte d'un sapin de Noël de Maria Mouat

### Nika du meilleur réalisateur
- Alexandre Sokourov pour Faust
  - Alekseï Balabanov pour Je veux aussi
  - Andreï Prochkine pour La Horde

### Nika du meilleur acteur
- Anton Adasinski pour son rôle dans Faust
- Maxime Soukhanov pour son rôle dans La Horde
  - Danila Kozlovski pour son rôle dans Sans esprit

### Nika de la meilleure actrice
- Rosa Khairoullina pour son rôle dans La Horde
  - Anna Mikhalkova pour son rôle dans Kokoko
  - Yana Troyanova pour son rôle dans Vivre
  - Maria Chalaeva pour son rôle dans Je serai là

### Nika du meilleur acteur dans un second rôle
- Andreï Panine pour son rôle dans Expiation
  - Vladimir Epifantsev pour son rôle dans Pour Marx...
  - Oleg Tabakov pour son rôle dans Femme

### Nika de la meilleure actrice dans un second rôle
- Tatiana Droubitch pour son rôle dans Le Dernier Conte de Rita
  - Olga Lapchina pour son rôle dans Vivre
  - Inga Strelkova-Oboldina pour son rôle dans Dirizhyor

### Nika du meilleur scénario
- Faust – Iouri Arabov
  - La Horde – Iouri Arabov
  - Histoires courtes – Mikhaïl Segal

### Nika de la meilleure musique
- La Horde – Alexeï Aïgui
  - Expiation – Edouard Artemiev
  - Le Dernier Conte de Rita – Zemfira
  - Faust – Andreï Sigle

### Nika de la meilleure photographie
- La Horde – Youri Raïski
  - Faust – Bruno Delbonnel
  - Expiation – Guennadi Kariouk
  - Dans la brume – Oleg Moutou

### Nika du meilleur son
- La Horde – Maxime Belovolov
  - Dans la brume – Vladimir Golovnitski
  - Le Tigre blanc - Goulsara Moukataeva

### Nika des meilleurs décors
- La Horde – Sergueï Fevraliev  
  - L'Espion – Victor Petrov
  - Faust - Elena Joukova

### Nika des meilleurs costumes
- La Horde – Natalia Ivanova
  - Le Tigre blanc - Dmitri Andreev et Vladimir Nikiforov
  - Faust – Lidia Krioukova

### Nika de la révélation de l'année
- Alexeï Andrianov – réalisateur de L'Espion
  - Fedot Lviv – acteur de Lieux intimes
  - Vladimir Svirski – acteur de Dans la brume

## Statistiques

### Récompenses/nominations multiples
7/10 : La Horde
4/8 : Faust
1/2 : L'Espion
0/3 : Le Tigre blanc
0/2 : Dirizhyor
0/3 : Dans la brume
0/2 : Vivre